# Mark Geiger
Mark Geiger (Beachwood, Nova Jersey, 25 d'agost de 1974) és un àrbitre de futbol de la Professional Referee Organization (Associació Professional d'Àrbitres, en anglès) dels Estats Units. Actualment, arbitre partits de la Major League Soccer dels Estats Units i del Canadà. Anteriorment, Geiger havia estat professor de matemàtiques d'educació secundària.

## Biografia

### Com a àrbitre
El primer cop que Geiger va arbitrar va ser el 1988. El 2003 va entrar a formar part de la Federació de Futbol dels Estats Units com a àrbitre, començant a arbitrar a la Major League Soccer a partir del 2004. A partir del 2008, quan va entrar a formar part de l'equip d'àrbitres de la FIFA, va començar a arbitrar partits en torneigs i amistosos de la CONCACAF. Geiger va ser seleccionat per arbitrar la competició de la CONCACAF sub-20 del 2011, on hi va arbitrar la final.
Aquell mateix any Geiger va ser seleccionat per arbitrar la Copa del Món de futbol sub-20, disputada a Colòmbia entre juliol i agost. Allí va dirigir el partit del Grup E entre el Brasil i Àustria, disputat a l'Estadi Metropolità Roberto Meléndez de Barranquilla, l'1 d'agost. Després també va arbitrar el partit del Grup B entre l'Uruguai i el Camerun a l'Estadi El Campín de Bogotà, el 5 d'agost. A setzens de final xiularia el partit que enfrontava Espanya contra Corea del Sud, que va tenir lloc a l'Estadi Palogrande de Manizales, el 10 d'agost. Finalment, també arbitrària la final, juntament amb els assistents Mark Hurd i Joe Fletcher, entre Brasil i Portugal, que es va disputar a l'Estadi El Campín de Bogotà. Aquest fet el va convertir en el primer àrbitre estatunidenc en arbitrar la final d'una competició masculina de tota la història. Geiger va ser nomenat el millor àrbitre de la Major League Soccer de l'any 2011.
El 2012, Geiger va ser seleccionat com un dels 16 àrbitres que van dirigir la categoria de futbol masculí durant els Jocs Olímpics de Londres. Allí, va arbitrar el partit del Grup D entre Espanya i el Japó, així com el que va enfrontar el Japó amb Egipte. El 2013, Geiger va ser nomenat per la CONCACAF com al seu candidat per arbitrar la Copa del Món de 2014.
El 14 de gener de 2014, Geiger va ser seleccionat per formar part dels 25 àrbitres que finalment xiularien durant el Mundial del Brasil d'aquell any, com a representant de la CONCACAF.
El 14 de juny del 2014, Geiger fou designat com a àrbitre del partit del Grup C entre Colòmbia i Grècia disputat a l'Estadi Mineirão de Belo Horizonte, on la seva gran actuació va ser premiada amb la consecució d'un altre partit, aquest cop el del Grup B, que enfrontava l'actual campiona del Mundial, Espanya, contra Xile, el 18 de juny.

### Altres ocupacions
Abans de dedicar-se a l'arbitratge, Geiger havia estat professor de Matemàtiques a la Lacey Township High School de Lanoka Harbor, New Jersey. Va ser un dels 103 guanyadors del Premi Presidencial a l'Excel·lència en l'Ensenyament de Matemàtiques i Ciència del 2009.

## Premis
- MLS Referee of the Year Award: 2011
- Morgan J. Hellebuyck North American Officials Award 2006